# Víctor Manuel Mendiola
Víctor Manuel Mendiola Patiño (8 de agosto de 1954) es un poeta, ensayista y editor mexicano. En el 2005 obtuvo el Premio Latino de Literatura, por su libro de poemas Tan oro y Ogro, otorgado por el Instituto de Escritores Latinoamericanos de Nueva York. Primer premio en la categoría de novela del Certamen Internacional de Literatura Letras del Bicentenario "Sor Juana Inés de la Cruz" 2010.

## Biografía
Nace el 8 de agosto de 1954 en la Ciudad de México, por la colonia de Valle y la colonia Nápoles. En medio de esta parte se encuentra el parque "De la Lama" propiedad de Manuel Suárez.
Su madre, María Patiño Marín, una mujer que tuvo su infancia y juventud en Morelia. Su padre, Napoleón Mendiola, nacido en el centro de la Ciudad de México y que en su juventud conoció a Diego Rivera, cuando este estaba pintando los murales de San Ildefonso. Hecho que recordaba con claridad y orgullo.
Su infancia, en la Ciudad de México, fue durante el tiempo en el que los niños salían a jugar a la calle sin problema. Él desde pequeño, jugaba, caminaba y jugaba fútbol con sus amigos.

### Formación académica
Estudio economía en la UNAM. En 1981 fue becario del Centro Mexicano de Escritores bajo la tutela de Salvador Elizondo y Juan Rulfo. Fue becario del Sistema Nacional de Creadores y presidente del PEN Club de México (1997–2000) En dos ocasiones el Fondo Nacional para la Cultura y las Artes le otorgó la beca a jóvenes creadores. Lo que motivó su formación poética fueron las novelas de Salgari, los cuentos de Poe y de Bradbury. También se sintió fascinado por La cartuja de Parma.

## Estilo
Siendo estudiante del Centro Mexicano de Escritores y teniendo como maestros a Salvador Elizondo y Juan Rulfo, tenía exigencias rigurosas, duras y en ocasiones salvajes. Lo que escribe, para él, solo vale la pena cuando un texto logra llegar a un límite y es verdadero. Aunque sigue a poetas clásicos. Su estilo es una mezcla de un mundo que ya no existe y la realidad cambiante que vivimos.
Con su obra poética quiere dejar a sus lectores una experiencia del estar aquí, en lo que nace de la luz y la increíble experiencia que es poder leer y comprender lo que somos. También el poder de llegar a la profundidad del sentido. 
El contacto que tuvo con Octavio Paz reforzó la idea que tenía de escribir como un placer, pero también como ascesis.

## El escritor y otras ramas
Ha participado como editor invitado en la feria del libro de Frankfurt. Entre (1998–2000) fue presidente del Pen Club México. Fue miembro de la mesa editorial de la revista Nexos (2005). 
Es Director de la editorial Ediciones el Tucán de Virginia. Coordinó Ediciones La Giganta y editó la colección Pago en especie de la SHCP. Colaboró en las revistas: Vuelta, Cuadernos Hispanoamericanos y Nexos; y en los semanarios culturales: La Letra y la Imagen del periódico Novedades, El Semanal de La Jornada y El Ángel del Reforma. Director del Festival Internacional de Literatura, Letras del Golfo. Estuvo como escritor residente en Banff, Canadá. Actualmente escribe la columna "Poesía en segundos" en el semanal Laberinto del periódico Milenio. 

## Obras
Ha producido alrededor de 180 títulos de poesía, con más de 70 ediciones bilingües de escritores extranjeros. Algunas de sus obras son:

### Poesía

#### Libros individuales
- Poemas, 1980
- Nubes, 1987
- Vuelo 294, 1992
- El ojo, 1994
- Las 12:00 en Malinalco, 1998
- Papel Revolución, 2000
- La novia del cuerpo, 2001
- Tu mano, mi boca, 2005
- La botella oceánica, 2006
- Carmen y oración libre, 2010

#### Antología y libros colectivos
- Triga, 1983
- La sirena en el espejo, 1990
- La región menos transparente, 2003

Estudios y crítica
- Xavier Villaurrutia: la comedia de la admiración, 2006
- El surrealismo de Piedra de Sol, entre peras y manzanas, 2011

### Novelas
- 4 para Lulú, 2011

### Ensayo (Libros individuales)
- Breves ensayos largos, 2001
- Sin cera, 2001
- Tan oro y ogro (1987–2002) antología de poemas y ensayos, 2003

### Obra indirecta
- La fiesta innombrable. Trece poetas cubanos (selección), 1992
- Antología poética de Gabriel Zaid (prólogo), 2000
- Poesía en segundos (selección), 2000
- Sol de mi antojo. Antología poética del erotismo gay (selección), 2001
- La coma de la luna (Antología de poesía Mexicana 1945–2003) (compilación), 2005
- La mitad del cuerpo me sonríe. Antología de poesía peruana contemporánea (compilación y prólogo), 2005

## Críticas sobre su obra
Varias de las críticas que se han realizado referentes a su trabajo han sido buenas y constructivas. Una de estas que hace la revista Proceso insiste en que la prosa de Víctor Manuel no solo se trata de prosa poética ni del ejercicio de poner versos en un discurso, es una firme aderezada con condimentos naturales de la poesía. El autor cuida cada palabra, frase, para que la forma verbal exista.
En una crítica que le realiza José Emilio Pacheco aclara que: “Tiene la perspectiva histórica para observar con una mirada crítica el poema y las circunstancias en que se gestó y fue publicado. En persona y en las innumerables entrevistas que se le hicieron, Paz fue siempre parco y reticente para hablar de su gran poema.”